# 17e division d'infanterie Pavia
La 17e division d'infanterie Pavia est une unité de l'armée italienne ayant participé à la Première et à la Seconde Guerre mondiale. 

## Historique

### Origine
La 17e division d'infanterie Pavia est créée le 1er mars 1860 sous le brigade Pavia composée des 27e et 28e régiment d'infanterie. Elle participe à la troisième guerre d'indépendance italienne en 1866 et à la Première guerre italo-éthiopienne de 1885 à 1896. 

### Première guerre mondiale
Elle participe ensuite à la première guerre mondiale en participant aux deuxième, troisième, quatrième, sixième et huitième batailles de l'Isonzo. Elle est décorée de Ordine Militare d'Italia.

### Entre deux guerres
En 1926, elle devient la 17e brigade d'infanterie Pavia. En 1939, elle prend le nom de 17e division Pavia. Jusqu'en 1939, l'état major de la division est situé à Ravenne (nord-est de l'Italie). 

### Seconde Guerre mondiale
En 1940, la division est déployée en Tripolitaine et envoyée sur la frontière avec la Tunisie le 10 juin. Elle est ensuite dépêchée le 25 juin à Tripoli pour défendre le secteur de Sabratha–Surman. En mars 1941, elle est projetée à Benghazi pour participer à la contre-attaque des forces de l'Axe. Elle avance le long de la Via Balbia atteignant Mechili le 6 avril. Elle continue d'avancer et parvient à Derna le 22 mai. 
À partir de juin 1941, elle fait partie des forces qui assiègent Tobrouk. Lors de l'opération Crusader, elle repousse une colonne de chars anglais le 19 novembre. Le 23, elle refoule la 70e division d'infanterie anglaise mais le 27, la garnison de Tobrouk et les troupes venues lever le siège font leur jonction à El duda. D'autres attaques sont lancées sur les positions de la division Pavia les 3 et 4 décembre et le 4, la division se replie sur la ligne Gazala sur ordre de Rommel. Lors de la retraite, elle sert d'arrière garde notamment en défendant El-Adem. Le 15 décembre, elle combat sur la ligne Gazala contre la 2e division d'infanterie néo-zéalandaise et la brigade indépendante polonaise. Elle continue sa retraite et combat à Timimi le 17 décembre. Elle atteint El Agheila le 24. 
La 17e division d'infanterie Pavia participe ensuite à la bataille de Gazala. Le 28 et 29 mai, elle appuie l'encerclement de forces britanniques dans la région de Tobrouk puis elle est utilisée pour nettoyer le terrain. Elle atteint la région d'El Alamein le 1er juillet. Lors de la première bataille d'El Alamein, elle sert d'abord d'arrière garde à la division Ariete. Dans la nuit du 14 au 15 juillet, des éléments de la division Pavia avec des éléments de la division Brescia défendent de façon acharnée la crête de Ruweisat permettant la contre-attaque allemande. 
Durant la Seconde bataille d'El Alamein, un bataillon de la division combat avec la division parachutiste Folgore pour défendre Qārat al Ḩumaymāt. Le 24 octobre, elle ne réussit pas à tenir la majorité du plateau devant les attaques anglaises. Le 3 novembre, elle reçoit l'ordre de se replier sur la dépression de Qattara. À la fin de la bataille, elle est abandonnée sans transports. Elle essaie quand même de suivre le reste de l'armée mais elle doit se rendre le 7 novembre.

## Ordre de bataille
La division Pavia est divisée en plusieurs entités dont les suivantes :
- 27e régiment d'infanterie Pavia
- 28e régiment d'infanterie Pavia
- 6e bataillon blindé
- 5e bataillon d'automitrailleuse
- 26e régiment d'artillerie Rubicone
- 77e bataillon anti-aérien
- 17e bataillon de génie (seulement à partir de juin 1942).